# Elasmothemis constricta
Elasmothemis constricta is een libellensoort uit de familie van de korenbouten (Libellulidae), onderorde echte libellen (Anisoptera).
De wetenschappelijke naam Elasmothemis constricta is voor het eerst geldig gepubliceerd in 1898 door Calvert.